# The Cohens and the Kellys in Scotland
Pour plus de détails, voir Fiche technique et Distribution.

The Cohens and Kellys in Scotland est un film américain réalisé par William J. Craft, sorti en 1930. 
Il fait partie de la série de films The Cohens and Kellys. C'est le premier film parlant de la série.

## Synopsis
Accompagnés de leurs épouses, Cohen et Kelly partent en Écosse pour acheter des plaids, chacun ayant reçu une information selon laquelle le prince de Morania devrait avoir un motif à carreaux dans sa collection de printemps. Cohen achète tous les plaids de McPherson, tandis que Kelly achète ceux de McDonald. Cohen a des ennuis avec un inconnu sur le terrain de golf, et est horrifié de constater qu'il a insulté le prince. Ils assistent aux courses où le prince est censé se montrer en plaid, mais ses vêtements sont recouverts par son imperméable. Se croyant ruiné, ils décident de se suicider ; mais quand Cohen tente de se noyer, Kelly le sauve.

## Fiche technique
- Titre : The Cohens and Kellys in Scotland
- Réalisation : William James Craft
- Scénario : Albert DeMond, d'après une histoire de John McDermott
- Photographie : Alan Jones
- Montage : Harry W. Lieb
- Musique : Heinz Roemheld
- Producteur : Carl Laemmle
- Société de production : Universal Pictures
- Société de distribution : Universal Pictures
- Genre : Comédie[1]
- Durée : 84 minutes (1 h 24)
- Dates de sortie :
  - États-Unis : 1er mars 1930

## Distribution
- George Sidney : Cohen
- Charles Murray : Kelly
- Vera Gordon : Mrs. Cohen
- Kate Price : Mrs. Kelly
- E. J. Ratcliffe : McPherson
- William Colvin : McDonald
- Lloyd Whitlock : Prince
- John McDermott (non crédité)